# (7736) Nizhnij Novgorod
(7736) Nizhnij Novgorod est un astéroïde de la ceinture principale.

## Description
(7736) Nizhnij Novgorod est un astéroïde de la ceinture principale. Il fut découvert le 8 septembre 1981 à Naoutchnyï par Lioudmila Jouravliova. Il présente une orbite caractérisée par un demi-grand axe de 2,59 UA, une excentricité de 0,20 et une inclinaison de 14,1° par rapport à l'écliptique.

## Compléments